# نیک رابینسون (بازیگر آمریکایی)
نیکلاس جان رابینسون (انگلیسی: Nicholas John Robinson؛ زادهٔ ۲۲ مارس ۱۹۹۵) بازیگر آمریکایی است. او نقش مکملی در فیلم پرفروش دنیای ژوراسیک (۲۰۱۵) بازی کرد و بیشتر برای بازی در نقش اصلی فیلم عاشقانهٔ با عشق، سایمون (۲۰۱۸) شناخته شد.

## فیلم‌شناسی

### فیلم
| سال  | عنوان             | نقش               | یادداشت |
| ---- | ----------------- | ----------------- | ------- |
| ۲۰۱۲ | دشمنان            | جیک لوگان         |         |
| ۲۰۱۳ | پادشاهان تابستان  | جو توی            |         |
| ۲۰۱۵ | دنیای ژوراسیک     | زک میچل           |         |
| ۲۰۱۵ | چارلی بودن        | چارلی میلز        |         |
| ۲۰۱۶ | موج پنجم          | بن پریش           |         |
| ۲۰۱۷ | کونگ: جزیره جمجمه | مهمان بار شماره ۲ | کامئو   |
| ۲۰۱۷ | همه‌چیز، همه‌چیز    | اولی برایت        |         |
| ۲۰۱۷ | کریستال           | تیلور اوگبرن      |         |
| ۲۰۱۸ | با عشق، سایمون    | سایمون اسپایر     |         |
| ۲۰۱۹ | پسر بومی          | جان ارلون         |         |
| ۲۰۱۹ | عجیب اما واقعی    | فیلیپ چیس         |         |
| ۲۰۲۰ | سایه در ابر       | استو بکل          |         |
| ۲۰۲۱ | جاده ابریشم       | راس اولبریکت      |         |
| TBA  | من رو روشن کن     |                   | [ ۱ ]   |

### تلویزیون
| سال       | عنوان             | نقش           | یادداشت                    |
| --------- | ----------------- | ------------- | -------------------------- |
| ۲۰۱۰–۲۰۱۵ | ملیسا و جوی       | رایدر اسکنلون | نقش اصلی                   |
| ۲۰۱۲      | امپراتوری بوردواک | رولند اسمیت   | قسمت: "پسر زنگ آبی"        |
| ۲۰۲۰–۲۰۲۱ | با عشق، ویکتور    | سایمون اسپایر | ستاره مهمان ویژه (فصل 1-2) |
| ۲۰۲۰      | آموزگار           | اریک واکر     | نقش اصلی؛ مینی سریال       |
| ۲۰۲۱      | خدمتکار           | شان           | نقش اصلی؛ مینی سریال       |

### بازی‌های ویدیویی
| سال  | عنوان            | نقش     | یادداشت |
| ---- | ---------------- | ------- | ------- |
| ۲۰۱۵ | لگو جهان ژوراسیک | زک میچل |         |
| ۲۰۱۵ | ابعاد لگو        | زک میچل |         |

### تئاتر
| سال  | عنوان            | نقش          | محل                   |
| ---- | ---------------- | ------------ | --------------------- |
| ۲۰۰۷ | کشتن مرغ مقلد    | جم فینچ      | خانه بازی اینتیمن     |
| ۲۰۰۷ | سرود کریسمس      | گروه         | تئاتر ACT             |
| ۲۰۰۸ | سرود کریسمس      | گروه         | تئاتر ACT             |
| ۲۰۰۸ | مامه             | پاتریک دنیس  | تئاتر خیابان پنجم     |
| ۲۰۰۹ | هزاران دلقک      | نیک برنز     | خانه بازی اینتیمن     |
| ۲۰۱۰ | گم شده در یانکرز | آرتی کورنیتز | تئاتر دهکده           |
| ۲۰۱۹ | کشتن مرغ مقلد    | جم فینچ      | تئاتر شوبرت (نیویورک) |